# 576i

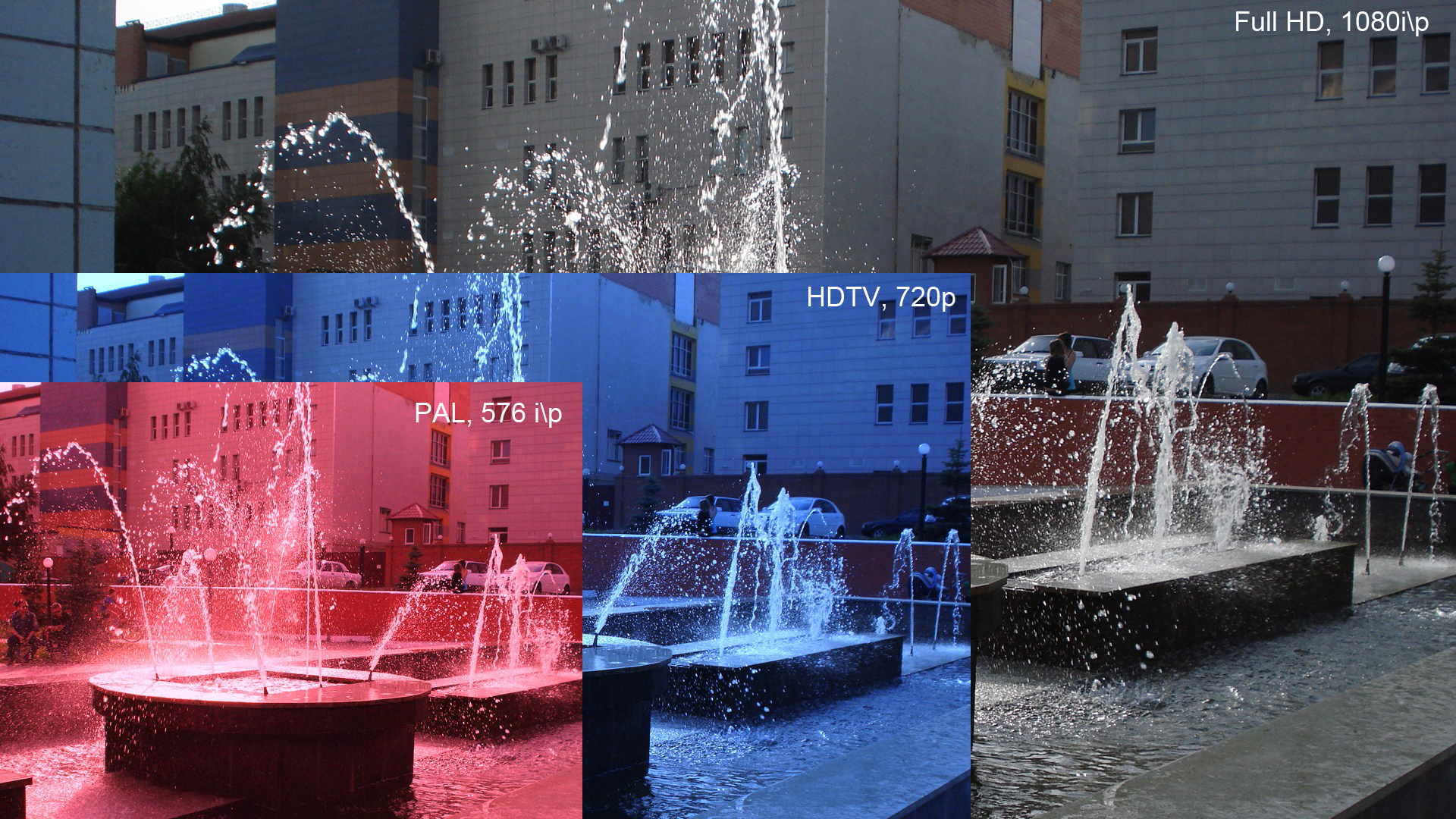
Verschiedene Videoauflösungen im Vergleich

576i bezeichnet digitale Videoauflösungen mit 576 sichtbaren Zeilen und Zeilensprungverfahren (interlaced). 576i ist eine typische Auflösung für SDTV. Bei 50 Halbbildern pro Sekunde (576i25) besteht Kompatibilität mit den analogen 625/50-Systemen, d. h. allen PAL- und SECAM-Varianten außer PAL-M. Das Bildformat kann sowohl 4:3 als auch 16:9 betragen. In beiden Fällen sind die Pixel normalerweise nicht quadratisch.

## „PAL“
Aufgrund der Kompatibilität zu den analogen 50-Hertz-Normen wird 576i umgangssprachlich auch als „PAL“ bezeichnet, z. B. bei einer „PAL-DVD“. Dies führt jedoch zu Begriffsverwirrung, da PAL kein Bildformat, sondern ein analoges Farbkodierverfahren ist, welches die Farbinformationen als feine Muster in das Schwarzweißsignal schreibt. Ein solches Verfahren kommt im digitalen Bereich jedoch gewöhnlich nicht zum Einsatz. Eine Ausnahme bildet ein analoges PAL-Signal, welches zur späteren Weiterverarbeitung mit der vierfachen Farbhilfsträgerfrequenz gesampelt und in diesem Format auf Band gespeichert wurde. Im Normalfall werden jedoch die Helligkeitswerte und die Farbdifferenzsignale getrennt voneinander gespeichert.

## Kompatibilität zu analogem Signal
Die Norm CCIR 601 definiert unter anderem ein 576i-Format mit 720 Pixeln pro Zeile und 13,5 MHz Pixeltakt. Genau wie beim analogen FBAS-Signal beträgt die Halbbildfrequenz hier 50 Hz und die Zeilenfrequenz 15.625 Hz. Des Weiteren hat das FBAS-Signal nur 575 sichtbare Zeilen, d. h. 574 ganze Zeilen und je eine halbe Zeile rechts oben und links unten. Der aktive Bereich einer Zeile ist jedoch mit 53⅓ µs etwas länger als der des analogen Signals mit 52 µs. Diesem entsprächen genau 702 Pixel. Um der besseren Teilbarkeit in für die digitale Kompression vieler Codecs notwendigen 8×8-Makroblöcke willen und um der Einfachheit halber eine Gesamtdatenrate (horizontal × vertikal × Bildrate × Farbtiefe in Bit) identisch derjenigen des digitalen NTSC-Signals 480i zu erzielen, wurden bei diesen 702 Pixeln noch links und rechts je 9 meist inaktive schwarze Pixel hinzugefügt, was bei 576 aktiven Zeilen von oben nach unten eine Gesamtauflösung jeder einzelnen Zeile von links nach rechts von 720 Pixeln ergibt.
Ein FBAS-Signal kann somit ohne weitere Format- oder Timinganpassungen digitalisiert werden, z. B. wenn das Programm eines analogen Senders digital weitergesendet oder wenn eine VHS-Kassette auf DVD kopiert werden soll.
Umgekehrt kann ein 576i-Video auch in ein FBAS-Signal umgewandelt werden, um es auf einem PAL- oder SECAM-Fernseher anzuzeigen oder mit einem Fernsehsender analog auszustrahlen. Hierbei gibt es jedoch Verluste, insbesondere wenn das Video von vornherein digital produziert wurde: Die etwas breiteren Zeilen müssen dann beschnitten und die zusätzlichen zwei halben Zeilen entfernt werden. Ferner kommt es bei der generell schlechteren Abschirmung von analogen Antennen- und Cinchkabeln zu Cross-Color- und Cross-Luminance-Artefakten im Bild, wobei der Helligkeitskanal ungewollt in den Farbkanal überspricht und umgekehrt. Auch wird die Farbauflösung vermindert: so lässt z. B. bei PAL der Farbhilfsträger nur 230 Pixel  Farbinformation pro Zeile zu, und auch die Y-Komponente des analogen YUV-Signals, die den grünen bzw. den Helligkeitskanal des Bildes transportiert, wird die Farbauflösung sowohl bei PAL als auch bei SECAM durch das Mischen je zweier Zeilen halbiert. Sinnvoller ist daher, wann immer möglich ein RGB-Signal zu erzeugen und via Componenten-Kabel in den Fernseher einzuspeisen, da auf diese Weise die genannten Nachteile entfallen.